# Каліпта аметистовоголова
Калі́пта аметистовоголова (Calypte costae) — вид серпокрильцеподібних птахів родини колібрієвих (Trochilidae). Мешкає в США і Мексиці. Вид названий на честь французького орнітолога Панталеона Кости де Борегара.

## Опис

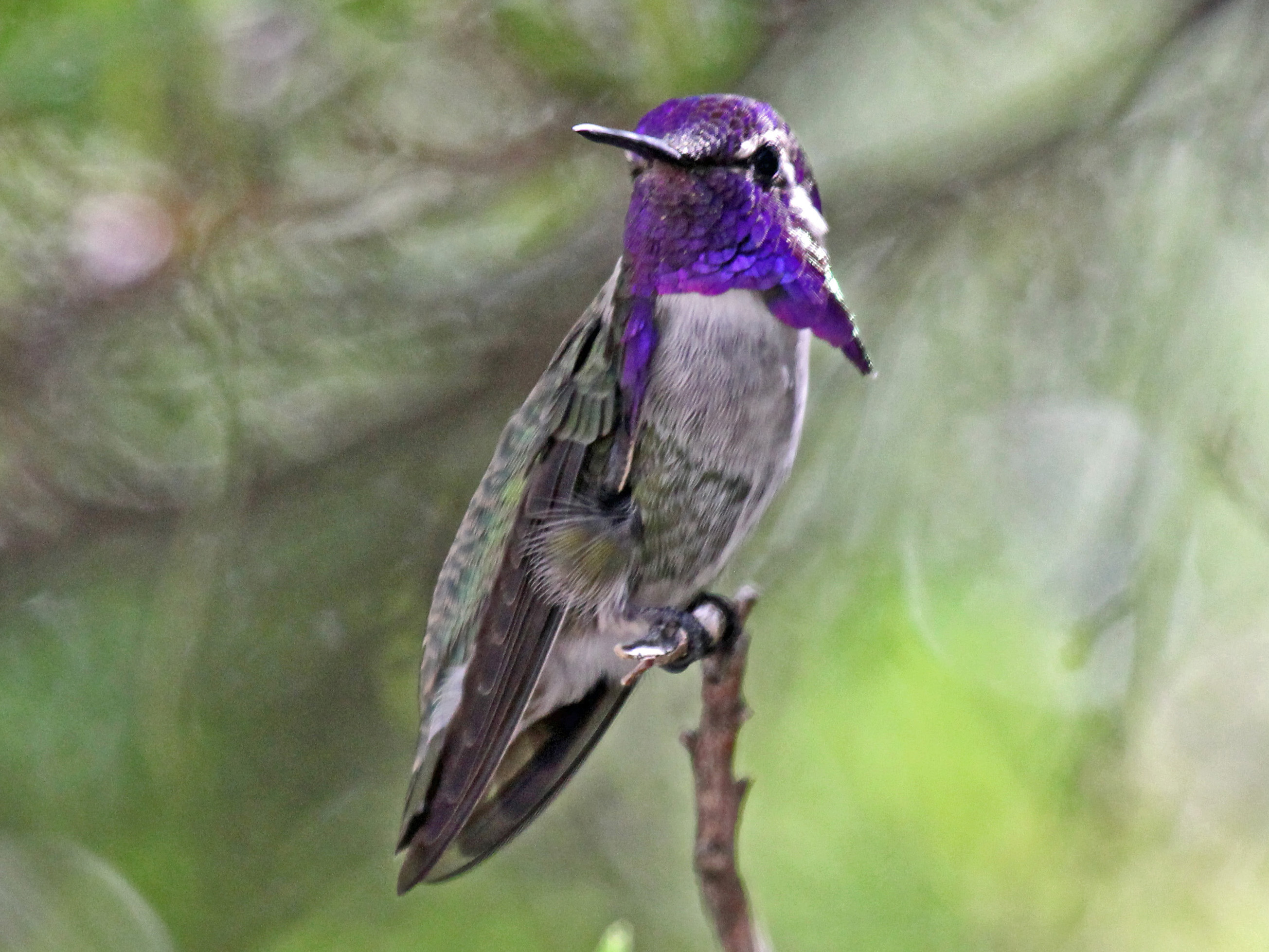
Самець аметистовоголової каліпти

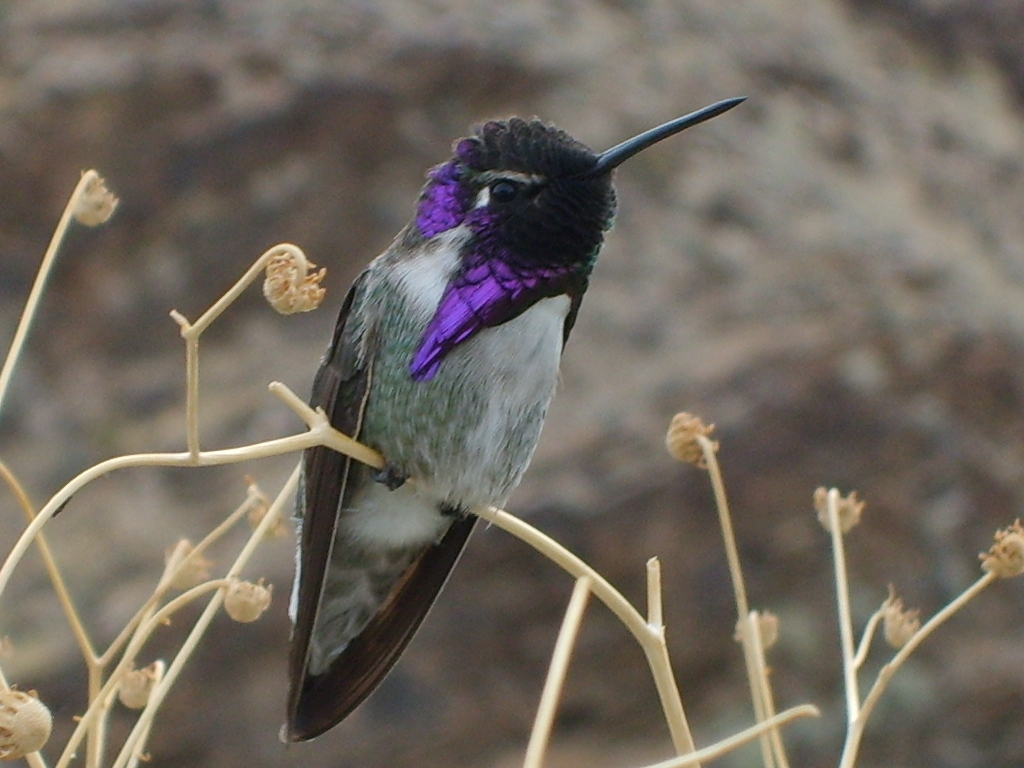
Самець аметистовоголової каліпти

Довжина птаха становить 7,6-8,9 см, розмах крил 11 см, вага 3-3,5 г. У самців шия, спина і боки зелені, блискучі. Пера на голові і горлі фіолетові, блискучі, іноді виглядають чорними. Пера на горлі дещо виступають з його боків в сторони. На щоках білі плями, решта нижньої частини тіла біла. Крила і хвіст чорні. Дзьоб прямий, чорний. Самиці мають менш яскраве забарвлення, райдужні плями в їх оперенні відсутні. Верхня частина тіла сіро-зелена, хвіст зеленуватий, живіт білуватий.

## Поширення і екологія
Аметистовоголові каліпти гніздяться на південному заході Сполучених Штатів Америки і на північному заході Мексики, від центральної Каліфорнії, південної Невади, південної Юти і Аризони до півдня Каліфорнійського півострова і центральної Сонори. Північні популяції взимку мігрують на південь, досягаючи Наярита. Вони живуть в напівпустелях і пустелях, в сухих чагарникових і полинових заростях, в чапаралі, дубових саванах і садах, на висоті до 1000 м над рівнем мря.
Аметистовоголові каліпти живляться нектаром різноманітних квітучих рослин, а також дрібними комахами. В пустеля Сонора вони віддають перевагу нектару Justicia californica і Fouquieria splendens, в прибережних заростях Каліфорнії — нектару Salvia apiana, Salvia mellifera, Nicotiana glauca, Keckiella cordifolia і Diplacus aurantiacus. Дослідження показало, що птахи мають щоденно відвідувати не менше 1840 квітів, що отримати достатньо енергії.
Сезон розмноження у аметистовоголових каліпт в Баха-Каліфорнії триває з лютого по червень, а в пустелі Колорадо в Каліфорнії з лютого по квітень. Самці виконують демонстраційні польоти, демонструючи самицям своє блискуче оперення, при цьому їх стернові пера видають гучні дзижчачі звуки. Також самці співають, сидячи на гілці. Гніздо невелике, чашоподібне, робиться з рослинних волокон, пуху і павутиння, зовні покривається лишайником, прикрірлюється до юки або гілки дерева. В клалдці 2 білих яйця. Інкубаційний період триває 15-18 днів. пташенята покидають гніздо через 20-23 дні після вилуплення.